# Děloha
Děloha (latinsky: uterus, řecky: metra, hystera, archaicky matka [též krajově], materník, dětinec) je vnitřní pohlavní orgán všech savců samičího pohlaví s výjimkou vejcorodých. Je to dutý svalový orgán sloužící k uložení, výživě a zajištění vývoje mláděte. Operační odstranění dělohy se nazývá hysterektomie.

## Stavba a uložení dělohy
Stěna dělohy je u ženy široká zhruba 10–15 milimetrů a tvoří ji tři části:
- děložní sliznice (endometrium)
- svalová vrstva (myometrium)
- povrchová či serózní vrstva (perimetrium)

Svalová vrstva je tvořena hladkou svalovinou a má schopnost hypertrofovat, několikanásobně se zvětšit. Jedna buňka hladké svaloviny gravidní dělohy může být dlouhá až 500 μm.
Povrchová vrstva má charakter serózy. Procházejí jí nervy a velké cévy. Vazy fixují dělohu v břišní dutině.
Endometrium prodělává podle druhu savce různě intenzivní změny v závislosti na pohlavním cyklu. Ve sliznici jsou přítomné děložní žlázy (gll. uterinae). Pod vlivem hormonu progesteronu se sliznice zvětšuje, buňky se plní glykogenem a vylučují hlen. Endometrium je tak připraveno na přijetí oplozeného vajíčka.
Děloha leží v dutině pánevní. Zepředu naléhá na močový měchýř, zezadu na konečník a tlusté střevo. Je zavěšena na širokém děložním vazu.
Gravidní děloha zasahuje i do břišní dutiny.

## Funkce dělohy
Děloha je orgán speciálně přizpůsobený k přijetí oplozeného vajíčka, které se zahnízdí do její sliznice. Buňky sliznice jsou naplněné glykogenem a slouží k výživě zárodku před vznikem placenty. Po vytvoření placenty se část endometria pod zárodkem diferencuje v mateřskou část placenty a po porodu se odlučuje jako decidua.
Hladká svalovina myometria má schopnost se roztáhnout, potom je děloha schopna pojmout i velký plod. Při porodu naopak kontrakce myometria pomáhají vypudit plod ven.

## Děloha ženy
Ženská děloha má tvar jednoduchého hruškovitého vaku. U ženy, která ještě nerodila a není těhotná, se uvádí délka 7,5–8 cm (někdy až 10 cm), šířka (v horní části) 5 cm, tloušťka zhruba 2,5 cm a váha přibližně 50 gramů. U ženy, která již rodila, jsou údaje o trochu vyšší. Rozlišujeme na ní dvě části, a to děložní hrdlo (cervix uteri) a děložní tělo (corpus uteri). Děložní tělo je velká jednolitá dutina uvnitř, krček dělohy je tlustostěnný kanálek, který spojuje dělohu a pochvu.
Na opačné straně do dělohy ústí dva vejcovody.

### Menstruační cyklus
V průběhu pohlavního cyklu dochází ke změnám endometria, které jsou u člověka (a hominoidních primátů) odlišné od ostatních savců.
Děložní sliznic je rozdělena na dvě odlišné vrstvy:
- zona basalis
- zona functionalis

Zona basalis je 0,5–1 mm tlustá vrstva sliznice, která naléhá na svalovou vrstvu. V průběhu celého cyklu zůstává zachována jako souvislá vrstva.
Zona functionalis se v pravidelných intervalech odlučuje a odtéká s menstruační krví.

### Vyšetření dělohy
Klasickou metodou je zavedení poševních zrcadel a vyšetření pohledem (aspekcí).
Základní orientaci o poloze dělohy při těhotenství je možno zjistit bimanuálním vyšetřením, kdy dva prsty jedné ruky nahmatají v pochvě čípek děložní a tvar dělohy, druhá ruka vytváří tlak přes stěnu břišní na fundus dělohy směrem dolů (kaudálním). Tento postup je používán již při nízkém stupni těhotenství.
Pomocí rentgenového vyšetření tzv. hysterosalpingografie, lze po nitroděložním nástřiku kontrastní látky, zobrazit dutinu děložní a lumen (průsvit) vejcovodů. Průchodnost vejcovodů je viditelná při výtoku kontrastní látky do dutiny břišní.
Další vyšetření tvaru a patologických procesů v děloze se uskutečňuje ultrazvukem, CT či magnetickou rezonancí.

### Zavinování dělohy
Je to proces, během kterého se děloha přeměňuje ze zvětšeného stavu při těhotenství a porodu na stav a velikost, který byl před otěhotněním. Toto období je charakterizováno obnovením funkce vaječníků, aby se tělo připravilo na případné nové těhotenství. Jedná se o fyziologický jev nastupující po porodu, kdy se zvětšená děloha postupně zmenšuje a vrací do své původní velikosti, protože již není potřeba pro uložení plodu. Tento proces je převážně řízen hormonem oxytocinem. Za ukončení zavinování se považuje okamžik, kdy se průměr dělohy vrátí na velikost odpovídající normální velikosti a stavu během menstruačního cyklu

### Transplantace dělohy
V roce 2012 dosáhli úspěšné transplantace dělohy lékaři ve švédském Göteborgu, kde se také o dva roky později poprvé narodilo ženě s transplantovanou dělohou dítě. První transplantaci dělohy v ČR provedli lékaři z IKEM 30. dubna 2016. V ČR se ženě s transplantovanou dělohou vůbec první dítě narodilo v motolské nemocnici v roce 2019.

## Děloha ostatních savců
U domácích savců se nevyskytuje jednoduchá děloha, jako mají ženy, ale děloha více či méně rozdělená. Domácí savci mají dvourohou dělohu (uterus bicornis). Taková děloha se může vyskytnout i u člověka jako vývojová vada, zpravidla to ale znamená velké riziko potratu.
Dvojrohá děloha má, jak už název napovídá, dva rohy, pravý a levý. Místo jednoho společného těla je děloha rozdělena na víceméně samostatné části, jež se teprve spojují v tělo, které bývá většinou krátké a uvnitř rozdělené přepážkou. Dutina má tedy tvar písmene Y.
U šelem bývají rohy krátké a přímé, u přežvýkavců spirálovitě zavinuté, u prasnice jsou dlouhé děložní rohy uspořádané v podobě střevních kliček.
U prasnice se vyvinulo zvláštní uspořádání svaloviny děložních rohů, které na přechodu v děložní tělo tvoří jakýsi svěrač, který při porodu zabraňuje „srážce“ selátek z různých děložních rohů. Při kontrakci se tedy do společných vývodných cest dostane vždy jen jedno sele.
Hlodavci mají dvojitou dělohu, uterus duplex, každá děloha je samostatnou trubicí, do které ústí vejcovod. Obě dělohy ústí do společné pochvy.
Vačnatci mají dvě samostatné dělohy a dvě samostatné pochvy.
Endometrium nepodléhá menstruačnímu cyklu, ale přesto se v závislosti na pohlavním cyklu mění. Během říje je epitel vysoký a děložní žlázy produkují množství hlenu. Řasinky řasinkových buněk kmitají směrem k pochvě. Sliznice je silně prokrvená.
U feny a jalovice červené krvinky prostupují prokrveným epitelem a společně s hlenem tvoří krvavý výtok.